# 大庫丘里夫
48°12′52″N 25°54′26″E / 48.21444°N 25.90722°E
大庫丘里夫（烏克蘭語：Великий Кучурів）是位於烏克蘭西南部的村莊，由切爾諾夫策州切爾諾夫策區的大庫丘里夫市鎮負責管轄，並為該市鎮的行政中心。該村始建於十四世紀，面積30.43平方公里，海拔高度232米，2001年人口6,053。